# Heckler & Koch CAWS
Heckler & Koch HK CAWS (H&K CAWS) — прототип автоматического ружья, разработанный консорциумом компаний Heckler & Koch и Winchester/Olin в 1980-х годах. Создавался под задачи скоротечного огневого контакта на коротких и сверхкоротких дистанциях.
Оружие являлось вкладом компании Heckler & Koch в американскую программу Close Assault Weapon System (отсюда и название).
Представляет собой 10-зарядное автоматическое ружьё с двумя режимами огня: одиночными выстрелами или фиксированными очередями по три выстрела. Использует патроны высокого давления 12 калибра с поясковой гильзой (18,5×76 мм R), несовместимые с обычными видами гладкоствольного оружия.